# Eva Ellen Wagner
Eva Ellen Wagner (* 1984) ist eine deutsche Rechtswissenschaftlerin und Hochschullehrerin an der Universität Augsburg.

## Leben und Wirken
Wagner studierte ab 2003 Rechtswissenschaften an der Universität Mainz. Dieses Studium schloss sie im Februar 2008 mit dem Ersten Staatsexamen ab. Anschließend war sie als wissenschaftliche Mitarbeiterin von Dieter Dörr in Mainz tätig. Von der Universität Mainz wurde Wagner im November 2010 mit der Schrift Abkehr von der geräteabhängigen Rundfunkgebühr zur Dr. iur. promoviert. Nach dem anschließenden Rechtsreferendariat legte sie im November 2012 in Rheinland-Pfalz das Zweite Staatsexamen ab. In der Folge war sie von 2013 bis 2019 als Akademische Rätin auf Zeit am Lehrstuhl ihres Doktorvaters tätig. 2019 wechselte sie als wissenschaftliche Mitarbeiterin an den Lehrstuhl für Öffentliches Recht, insb. Kommunikationsrecht und Recht der Neuen Medien von Albert Ingold. Im Juni 2021 schloss sie mit einer europarechtlichen Schrift ihre Habilitation ab und erhielt von der Universität Mainz die venia legendi für die Fächer Öffentliches Recht, Europarecht, Medienrecht verliehen.
Vom Wintersemester 2021/22 bis zum Sommersemester 2023 folgten Lehrstuhlvertretungen und Gastprofessuren an den Universitäten München, Mannheim und Freiburg. Im Juni 2023 folgte Wagner einem Ruf der Universität Augsburg, wo sie seit dem Wintersemester 2023/24 einen Lehrstuhl für Öffentliches Recht innehat.
Wagners Forschungsschwerpunkte liegen im Öffentlichen Recht mit besonderen Schwerpunkten im Kommunikations- und Medienrecht unter Einschluss seiner internationalen Bezüge sowie im Verfassungsrecht der Europäischen Union sowie dem Gesundheitsrecht.

## Schriften (Auswahl)
- Abkehr von der geräteabhängigen Rundfunkgebühr. Die Neuordnung der Rundfunkfinanzierung. Peter Lang, Frankfurt am Main 2011, ISBN 978-3-631-60654-4 (Dissertation).
- Die Rechtsunion. Selbststand und Selbstähnlichkeit in der europäischen Rechtsgemeinschaft der Rechtsgemeinschaften. (Habilitationsschrift, Druck noch in Vorbereitung).